# Tsurikichi Sanpei
 Tsurikichi Sanpei (яп. 釣りキチ三平 Цурикити Сампэй, «Рыбак Сампэй») — манга, автором которой является Такао Ягути. Публиковалась издательством Kodansha в журнале Weekly Shonen Magazine с 1973 по 1983 год. По мотивам манги студией Nippon Animation был выпущен 109-серийный аниме-сериал, который транслировался по телеканалу Fuji TV с 7 апреля 1980 года по 28 июля 1982 года. Сериал также транслировался на территории Франции, Италии и арабских странах.

## Сюжет
Сюжет разворачивается вокруг Михиры Сампэя, весёлого и непринуждённого мальчика, который становится серьёзным, если вопрос касается рыбалки. Сампэй больше, чем кто-либо другой любит рыбную ловлю. В родной деревне, которая находится вдалеке от цивилизации, есть прекрасная возможность в разных местах ловить рыбу. Несмотря на свою неопытность, Михира является прирождённым и превосходным рыбаком, и решает реализовать свой потенциал, принимая участие в разных рыболовных соревнованиях. Так Михира начинает сталкиваться с новыми трудностями, однако быстро учится на своих ошибках. По мере развития сюжета Михира встречает новых соперников и друзей, которые помогут мальчику в совершенстве овладеть искусством рыбной ловли.

## Роли озвучивали
- Масако Нодзава — Сампэй
- Фуюми Сираиси — Юри
- Кэйко Ямамото — Масахиро Касэ
- Кохэй Мияути — Иппэй Михира
- Нати Нодзава — Гуёсин Аюкава
- Рихоко Ёсида — Хелен Ватсон